# Jantar Mantar, Jaipur
Jantar Mantar là một đài thiên văn, tượng đài ở Jaipur, tiểu bang Rajasthan, Ấn Độ. Đây là tập hợp của 19 công cụ thiên văn được xây dựng bởi vua Maharaja Jai Singh II từ năm 1727 và 1734, khi Jaipur lúc bấy giờ là kinh đô của vương triều. Tại đây có đồng hồ mặt trời bằng đá lớn nhất thế giới và là một ví dụ minh họa về thuyết địa tâm được chia sẻ bởi nhiều nền văn minh. Quần thể tượng đài này nằm gần Cung điện Thành phố và Hawa Mahal đã được UNESCO công nhận là Di sản thế giới từ năm 2010.
Quần thể có các công cụ thiên văn hoạt động theo ba hệ tọa độ thiên văn cổ điển chính là Hệ tọa độ chân trời, Hệ tọa độ xích đạo và Hệ tọa độ hoàng đạo. Kapala Yantraprakara hoạt động trong hai hệ thống và cho phép chuyển đổi giữa các hệ tọa độ. Đài thiên văn bị hư hại trong thế kỷ 19 nhưng đã sớm được phục hồi dưới sự giám sát của thiếu tá Arthur Garrett trong khoảng thời gian nhà thiên văn học nghiệp dư này công tác tại Jaipur.